# Making a Fire
«Making a Fire» es una canción de la banda estadounidense de rock Foo Fighters. La canción es de su décimo álbum de estudio de la banda, Medicine at Midnight. Fue lanzado como el cuarto sencillo del álbum el 8 de junio de 2021, convirtiéndolo en el cuarto sencillo del álbum y el último sencillo lanzado durante la vida de Taylor Hawkins.

## Lanzamientos
Antes del lanzamiento de Medicine at Midnight, Foo Fighters compartió un fragmento de "Making a Fire", junto con "Cloudspotter", el 1 de febrero de 2021. Después del lanzamiento del álbum, "Making a Fire" se incluyó en la banda sonora del videojuego de béisbol MLB The Show 21, lanzado en abril de 2021. La canción se lanzó a las estaciones de radio centradas en el rock el 8 de junio de 2021, lo que la convierte en el cuarto sencillo lanzado por Medicine at Midnight.
Una versión regrabada de la canción producida por Mark Ronson fue lanzada el 25 de junio de 2021, con músicos de bandas como Budos Band, Antibalas y Tedeschi Trucks Band.

## Posicionamiento en lista

### Sucesión en listas
| Anterior: «Don't Back Down» de Mammoth WVH | Mainstream Rock Songs — Sencillo Nro 1 18 de septiembre de 2021 — 25 de septiembre de 2021 | Siguiente: «Only Love Can Save Me Now» de The Pretty Reckless ft. Kim Thayil & Matt Cameron |